# Farkas Tibor (labdarúgó)
Farkas Tibor (Kecskemét, 1957. március 4. –) válogatott labdarúgó, jobbhátvéd.

## Pályafutása

### A válogatottban
1983 és 1988 között 6 alkalommal szerepelt a válogatottban.

## Sikerei, díjai
- Magyar bajnokság
  - 2.: 1989–90
  - 3.: 1980–81, 1988–89
- Magyar kupa (MNK)
  - győztes: 1981, 1986
- Közép-európai kupa (KK)
  - győztes: 1983

## Statisztika

### Mérkőzései a válogatottban
| Magyarország | Magyarország         | Magyarország             | Magyarország | Magyarország | Magyarország  | Magyarország       | Magyarország | Magyarország |
| #            | Dátum                | Helyszín                 | Hazai        | Eredmény     | Vendég        | Kiírás             | Gólok        | Esemény      |
| ------------ | -------------------- | ------------------------ | ------------ | ------------ | ------------- | ------------------ | ------------ | ------------ |
| 1.           | 1983. szeptember 7.  | Budapest, Népstadion     | Magyarország | 1 – 1        | NSZK          | barátságos         | -            |              |
|              | 1983. szeptember 21. | Drama                    | Görögország  | 1 – 2        | Magyarország  | olimpiai selejtező | -            |              |
| 2.           | 1987. május 17.      | Budapest, Népstadion     | Magyarország | 5 – 3        | Lengyelország | Eb-selejtező       | -            |              |
| 3.           | 1987. július 28.     | Lipcse, Zentralstadion   | NDK          | 0 – 0        | Magyarország  | barátságos         | -            |              |
| 4.           | 1987. november 18.   | Budapest, Népstadion     | Magyarország | 0 – 0        | NSZK          | barátságos         | -            |              |
| 5.           | 1988. március 16.    | Budapest, Népstadion     | Magyarország | 1 – 0        | Törökország   | barátságos         | -            | 64'          |
| 6.           | 1988. március 26.    | Brüsszel, Heysel Stadion | Belgium      | 3 – 0        | Magyarország  | barátságos         | -            | 76'          |
|              | Összesen             |                          |              | 6            | mérkőzés      |                    | 0            | gól          |